# Демаркус Нелсон
Демаркус Дехуан Нелсон (енгл. DeMarcus De'Juan Nelson; Оукланд, Калифорнија, 2. новембар 1985) бивши је амерички кошаркаш. Играо је на позицијама плејмејкера и бека.

## Каријера

### Средња школа
Похађао је чак три средње школе: Валехо, Шелдон и Сакраменто. Власник је рекорда по броју поена у средњој школи са 3462 постигнута поена, а и по броју скокова је међу првих десет, 1552 и броју асистенција 791. Имао је заиста импресивне бројке као средњошколац и покупио је прегршт награда, а довољно је рећи да је у периоду од 2001. до 2003. године имао просек од 35 поена, 13 скокова и 9 асистенција по утакмици. Више пута је добијао МВП награде, биран у најбоље тимове, а велике заслуге припадају и његовим тренерима Скоту Гардину и Дјуку Брауну.

### Колеџ
Након импресивне средњошколске каријере, Нелсон постаје члан Дјук универзитета, 2004. године. На једном од најчувенијих универзитета на свету, под тренерском палицом Мајка Шишефског, Нелсон проводи четири сезоне. Играо је заједно са многим познатим именима: Џеј Џеј Редиком, Шелденом Вилијамсом, Џошом Макробертсом, Мартинасом Поцјусом, Џоном Шајером, Ноланом Смитом и Кајлом Синглером. У последњој сезони, био је и капитен екипе, а током каријере, сваке сезоне је поправљао свој учинак, да би рекорд забележио у последњој години студија, 14,5 поена по утакмици.

#### Колеџ статистика
| Колеџ | Година  | ОУ | МИН  | УЛУ | БПУ | СПУ | АПУ | ППУ  | %    | СБ%  | 3П%  |
| ----- | ------- | -- | ---- | --- | --- | --- | --- | ---- | ---- | ---- | ---- |
| Дјук  | 2004–05 | 33 | 19.2 | 0.8 | 0.3 | 4.5 | 0.8 | 6.2  | .400 | .532 | .319 |
| Дјук  | 2005–06 | 24 | 21.5 | 0.8 | 0.1 | 3.4 | 1.2 | 7.1  | .452 | .649 | .410 |
| Дјук  | 2006–07 | 33 | 31.9 | 1.3 | 0.5 | 5.4 | 2.0 | 14.1 | .478 | .593 | .364 |
| Дјук  | 2007–08 | 34 | 30.9 | 1.6 | 0.3 | 5.8 | 2.9 | 14.5 | .490 | .601 | .388 |

### НБА и Европа
Пријавио се на НБА драфт 2008. године, али није изабран. Ипак, у септембру исте године, потписао је уговор са Голден Стејт вориорсима. Постаје „руки“ који није драфтован, а нашао се у стартној постави у својој првој НБА утакмици. Након 13 одиграних утакмица за Вориорсе, прелази у развојну НБДЛ лигу, где ће бранити боје Бејкерсфилд џема. На кратко борави у Загребу, да би опет прешао у тим из НБДЛ лиге, овога пута у Остин торосе. Ипак, не задржава се дуго и прелази у НБА лигаша из Чикага. После дефинитивно неуспелих епизода у НБА, одлучује да се озбиљно посвети каријери у Европи. 
Први клуб му је био Авелино, други Шоле, након чега одлази у Украјину у екипу Доњецка, где је имао прилику да дебитује и у Евролиги. Током боравка у Доњецку, бележи 10,6 поена по утакмици, да би опет прешао у Шоле. Прошле сезоне у дресу Шолеа, долази до 13,7 поена по утакмици, уз преко 50% шута за 2 поена, и нешто више од 25% за 3 поена. Током каријере солидно је изводио бацања за једног плејмејкера, увек изнад 70%. Са својом висином од 191 цм, важи за доброг скакача, нарочито у дефанзиви па је током каријере имао око 4 скока по утакмици. 

### Црвена звезда
У лето 2012. Нелсон је потписао једногодишњи уговор са Црвеном звездом. Већ после уводних игара показао је сјајну игру у одбрани и постао главни играч на позицији плејмејкера. Одличне игре током сезоне крунисао је МВП наградом Купа Кораћа 2013. који је Звезда освојила. Због тога није било много недоумице за управу црвено-белих која је продужила уговор са њим на још годину дана и тако је Нелсон постао први странац у историји Црвене звезде који је одиграо две узастопне сезоне у овом тиму. Следећа сезона је била још значајнија за Нелсона. И поред јачања играчког кадра остао је основни носилац Звездине игре. Управо његовом заслугом Звезда је дошла до прве евролигашке победе над екипом Лаборал Куће, а сам Нелсон проглашен за МВП-ја кола Евролиге, са индексом корисности 31. Одличне партије наставио је и у финишу Еврокупа па је изабран у најбољу петорку овог такмичења, као и у АБА лиги где је такође био у првој петорци.

### Каснија каријера
Након две сезоне проведене у Црвеној звезди и освојена два национална купа, Нелсон је у јулу 2014. прешао у грчки Панатинаикос. У дресу грчког великана проводи једну сезону у којој осваја Куп Грчке.
Сезону 2015/16. почиње у екипи Монака, али крајем децембра 2015. прелази у Малагу.
У октобру 2016. је потписао уговор са француским Асвелом. Нелсон је у Асвелу провео наредне три сезоне, а у последњој сезони је помогао да се освоји Куп а потом и првенство Француске што је значило и повратак у Евролигу након десет година.
У септембру 2019. је на позив Дејана Радоњића, свог бившег тренера у Звезди, потписао уговор са Бајерн Минхеном. У Бајерну се задржао до 5. јануара 2020. када је клуб објавио да је дошло до раскида сарадње.  Нелсон је у Бундеслиги бележио просечно 5,4 поена док је у Евролиги имао нешто слабији учинак са 3,7 поена просечно по мечу. Последњи меч у дресу Бајерна је одиграо у Београдској арени против свог бившег клуба Црвене звезде. Крајем јануара 2020, се враћа у Француску и и потписује за Лимож.

## Статистика
Напомена: Евролига није једино такмичење у којем је играч учествовао, играо је и у домаћим такмичењима

### НБА

#### Регуларна сезона
| Сезона   | Екипа        | ОУ | СУ | МПУ  | ПШ%  | 3П%  | СБ%  | СПУ | АПУ | УПУ | БПУ | ППУ |
| -------- | ------------ | -- | -- | ---- | ---- | ---- | ---- | --- | --- | --- | --- | --- |
| 2008     | Голден Стејт | 13 | 5  | 13.2 | .444 | .000 | .357 | 1.8 | 1.0 | .7  | .2  | 4.1 |
| Каријера |              | 13 | 5  | 13.2 | .444 | .000 | .357 | 1.8 | 1.0 | .7  | .2  | 4.1 |

### Евролига
| Сезона   | Екипа         | ОУ | СУ | МПУ  | ПШ%  | 3П%  | СБ%  | СПУ | АПУ | УПУ | БПУ | ППУ  | ИПУ  |
| -------- | ------------- | -- | -- | ---- | ---- | ---- | ---- | --- | --- | --- | --- | ---- | ---- |
| 2010/11. | Шоле баскет   | 10 | 7  | 25.6 | .423 | .313 | .636 | 3.3 | 1.5 | .5  | .3  | 9.2  | 5.8  |
| 2013/14. | Црвена звезда | 10 | 10 | 26.8 | .479 | .286 | .737 | 4.0 | 3.2 | 1.1 | .2  | 11.2 | 13.0 |
| 2014/15. | Панатинаикос  | 18 | 0  | 17.8 | .402 | .130 | .625 | 2.4 | 2.2 | .6  | .2  | 5.8  | 5.6  |
| Каријера |               | 38 | 17 | 22.2 | .434 | .239 | .658 | 3.1 | 2.3 | .7  | .2  | 8.1  | 7.6  |

## Успеси

### Клупски
- Шоле:
  - Суперкуп Француске (1): 2010.

- Црвена звезда:
  - Куп Радивоја Кораћа (2): 2013, 2014.

- Панатинаикос:
  - Куп Грчке (1): 2015.

- Асвел:
  - Првенство Француске (1): 2018/19.
  - Куп Француске (1): 2019.

### Појединачни
- Прва постава идеалног тима Еврокупа (1): 2013/14.
- Идеална стартна петорка Јадранске лиге (1): 2013/14.
- Најкориснији играч финала Првенства Француске (1): 2018/19.
- Најкориснији играч финала Купа Радивоја Кораћа (1): 2013.

## Приватни живот
Нелсонов отац Рон је свештеник, мајка Денис је фризерка, а има и млађу сестру Кишу, и два брата, старијег Дарнела и млађег Даријуса, који такође игра кошарку. Демаркус Нелсон обожава музику, куглање и видео-игрице. Идол му је Мајкл Џордан.
Поред америчког поседује и српско држављанство.